# The Supermen Lovers
The Supermen Lovers (også kendt som Stan de Mareuil) er kunstnernavnet for den franske house-musiker og producer Guillaume Atlan. Hans største hit er singlen "Starlight".

## Diskografi
Albums
- The Player (2002)
- Boys in the Wood (2004)
- Between the Ages (2011)[1]
- Alterations (2014)[2]

EP'er
- Underground Disco EP (2001)
- Ultimate Disco EP (2001)
- Fantasia Disco EP (2003)
- Noctus Delectatum EP (2003)
- Material Disco EP (2004)
- Foundation Disco EP (2011)
- "Fantasma Disco EP" (2012)

Soundtrack
- Poltergay (2006) (som Moto & The Supermen Lovers)

Singler
- "Starlight" (2001)
- "Diamonds for Her" (2002)
- "Hard Stuff (Get Your Ticket for a Ride)" (2002)
- "Born to Love You" (2004)
- "Bus Stop" (2005)
- "Under Pressure" (2005)
- "Take a Chance" (2010)
- "C'est Bon" (2011)
- "We got That Booty" (2012)
- "Moments" (2013)

Remix
- Donny Hathaway - The Ghetto (The Supermen Lovers Remix)
- Jupiter - One O six (The Supermen Lovers Classic Remix)
- Jupiter - One O Six (The Supermen Lovers Basic Remix)
- Scuola Furano - Danceteria (The Supermen Lovers Remix)
- Scuola Furano - Danceteria (The Supermen Lovers Dub)
- Jarco Weiss & Le Miracle - Cosmos Anatomique (The Supermen Lovers Classic Remix)
- Jarco Weiss & Le Miracle - Cosmos Anatomique (The Supermen Lovers Basic Remix)
- A.N.D.Y & Vicente - El Barrio (The Supermen Lovers Remix)
- Count Jackula - Breakfast (The Supermen Lovers Remix)
- Spiller - URASTAR (The Supermen Lovers Remix)
- Natty Fensie - Gonna find you (The Supermen Lovers remix)
- Situation - Robot (The Supermen Lovers)
- Lo Stato Sociale - Pop (The Supermen Lovers Classic Remix)
- Lo Stato Sociale - Pop (The Supermen Lovers Basic Remix)
- Kimo & Fido - Victory (The Supermen Lovers Remix)
- New Order - 60 miles/hour (The Supermen Lovers Remix)
- Master H - C'est la vie (The Supermen Lovers Remix)